# Mireille Helffer
Pour les articles homonymes, voir Helffer.
Mireille Helffer (Mireille Genevieve De Nervo) est une ethnomusicologue française née le 6 janvier 1928 à Boulogne-Billancourt et morte le 17 janvier 2023 à Clamart à l'âge de 95 ans, directrice de recherche au CNRS et organologue spécialiste des instruments de la musique tibétaine. Elle était l'épouse du pianiste Claude Helffer. Elle est à l'origine d'un large fonds scientifique consacré aux musiques tibétaines : le fonds Mireille Hellfer.

## Biographie
Mireille Helffer est spécialiste des musiques tibétaines et himalayenne, notamment des danses sacrées, les épopées, ainsi que les musiques liturgiques bouddhiques, qu’elle fit connaître grâce à son ouvrage Musiques du toit du monde. Elle a été chargée de cherche puis directrice de recherche au CNRS dès 1961, et fut membre du Laboratoire d'ethnomusicologie du musée de l'Homme dont elle occupa la fonction de directrice de 1985 à 1989.
Elle était membre de la Société française d'ethnomusicologie et de la Société française d’étude du monde tibétain, qui la qualifièrent de « chercheuse pionnière dans son domaine qui a ouvert un champ de recherche », dans les hommages rendus à son décès.
Elle a été l’une des membres fondatrices de la Société française d'ethnomusicologie, dont elle assuma la présidence. Elle a joué un rôle important dans le développement de l’enseignement de l’ethnomusicologie à l’Université Paris-Nanterre de 1976 à 1987, année durant laquelle le premier poste de maître de conférence y fut créé dans cette discipline.
Elle a été directrice de nombreuses thèses en ethnomusicologie, en particulier : les thèses de Dana Rappoport, de Rung Shun Wu et de Ya Li Gao. 
Elle a rédigé des articles de musicologie et d’ethnomusicologie dans les encyclopédies fondamentales que sont l’Encyclopædia Universalis (articles « Notation musicale », « Traditions musicales – Musique de l’Inde »), Garland Encyclopedia of World Music (en) et Musiques, une encyclopédie pour le XXIe siècle. 
En décembre 2018, elle a été invitée à l'université Paris Sorbonne afin de participer aux journées « Femmes musicologues francophones » du programme Épistémuse, coordonnées par Catherine Deutsch, Théodora Psychoyou et Isabelle Ragnard, dans le panel « Femmes musicologues francophones II ».

## Publications de Mireille Helffer
Les œuvres suivantes de Mireille Helffer sont recensées par la Bibliothèque nationale de France :
- (en) « Preservation and Transformations of liturgical traditions in Exile : the case of Zhe-chen Monastery in Bodnath (Népal) », dans Katia Buffetrille (ed.), Revisiting Rituals in a changing Tibetan World, Brill, 2012, p. 137-162
- « Un rituel du monastère tibétain de Shéchen [le gtor-zlog]: des textes à la pratique en terre d’exil », Archives de sciences sociales des Religions, no 254,‎ 2011, p. 121-137
- « Pour un retour aux traditions musicales des Sa-skya-pa », dans Etudes tibétaines en l’honneur d’Anne Chayet, Paris-Genève, Droz / Hautes Études orientales-Extrême-Orient, 2010, p. 79-126
- « Musique et bouddhisme : [le tshes-bcu] un rituel tibétain », dans Musiques, une encyclopédie pour le XXIe siècle, vol. 3, Paris, Actes Sud, 2005, p. 420-439
- Musiques du toit du monde, Paris ; Budapest ; Torino, l'Harmattan, 2004
- « Traditions musicales dans un monastère du bouddhisme tibétain », L’Homme, nos 171-172,‎ 2004, p. 173-195. [Rituel du gtor-zlog]
- (de) « Tibet, Bhutan, Ladakh », dans Friedrich Blume & Ludwig Finscher (eds), Die Musik in Geschichte und Gegenwart : algemeine Enzyklopädieder Musik, vol. 9, Kassel, Barenreiter, 1998, p. 572-598
- « Du son au chant vocalisé. La terminologie tibétaine à travers les âges (VIIIe au XXe siècle », Cahiers de musiques traditionnelles, vol. 11,‎ 1998, p. 141-162
- « Quand le terrain est un monastère du bouddhisme tibétain », Cahiers de musiques traditionnelles, no 8 / Paroles de musiciens,‎ 1995, p. 141-162
- Mchod-rol, Les instruments de la musique tibétaine, Paris, CNRS Éditions - Éditions de la Maison des Sciences de l’Homme, 1994
- (en) « Nepalese Archives of the Department of Ethnomusicology in Musée de l’Homme Paris (1960-1975) », Europen Bulletin of Himalayan Research, no 5,‎ 1993, p. 24-25 (lire en ligne  [PDF])
- Essai pour une typologie de la cloche tibétaine drill-bu, 1984
- « Réflexions Concernant le Chant Épique Tibétain », Asian Music, University of Texas Press, vol. 10, no 2, Tibet Issue,‎ 1979, p. 92-111
- À propos de  « Musique populaire mongole », enregistrement de Lajos Vargyas, coffret de deux disques Hungaroton Unesco co-opération, LPX 18013-14 (1973), Mireille Helffer, Roberte Hamayon, 1973
- Problèmes posés par la lecture des notations musicales (dbyaṅs yig) utilisées pour le chant d'hymnes religieux au Tibet, Paris, l'Asiathèque, 1976
- Mireille Helffer, Marc Gaborieau, Problèmes posés par un chant de tihār, Paris, Librairie orientaliste P. Geuthner., 1969
- A. W. Macdonald, Mireille Helffer, Remarques sur le vers Népâli chanté, Paris, Mouton., 1968
- [Encyclopaedia universalis tome 11. Articles concernant la musique. Défets] (1968), Trân Van Khê, P. Billard, Nicole Lachartre (1934-1992) [et autre(s)], [Paris] : [S.G.I.E]
- La Musique classique de l'Inde et un de ses plus grands interprètes actuels : Ravi Shankar, 1957 [S. l. ?]

## Publications sur Mireille Helffer
- Laurent Aubert, « “Piégée par les musiques d’Asie” : le besoin de comprendre. Entretien avec Mireille Helffer », Cahiers de musiques traditionnelles (dits cahiers d’ethnomusicologie), no 10,‎ 1997, p. 273-290 (lire en ligne)
- Ingrid Le Gargasson, Katia Buffetrille et Isabelle Henrion-Dourcy (dir.), « Musique et épopée en Haute‑Asie. Mélanges offerts à Mireille Helffer à l’occasion de son 90e anniversaire », Cahiers d’ethnomusicologie, no 31,‎ 2018, p. 349-352 (lire en ligne)
- Katia Buffetrille et Isabelle Henrion-Dourcy, Musique et épopée en Haute-Asie. Mélanges offerts à Mireille Helffer à l’occasion de son 90e anniversaire, Paris, L’Asiathèque, 2017